# Wiesław Pływaczewski
Wiesław Pływaczewski (ur. 9 stycznia 1956 w Jezioranach) – polski prawnik, inspektor Policji, profesor nauk prawnych, nauczyciel akademicki, profesor nadzwyczajny Uniwersytetu Warmińsko-Mazurskiego w Olsztynie, specjalista w zakresie kryminologii i prawa karnego, były komendant-rektor Wyższej Szkoły Policji w Szczytnie (1999–2003).

## Życiorys
Ukończył w 1980 studia prawnicze na Wydziale Prawa i Administracji Uniwersytetu Mikołaja Kopernika w Toruniu. W 1989 na Wydziale Prawa i Administracji Uniwersytetu Łódzkiego otrzymał na podstawie rozprawy pt. Prawnokarna ochrona dóbr kultury w Polsce stopień naukowy doktora nauk prawnych w zakresie prawa. Tam też na podstawie dorobku naukowego oraz rozprawy pt. Kradzieże samochodów. Studium kryminologiczne uzyskał w 1998 stopień doktora habilitowanego nauk prawnych w zakresie prawa, specjalność: prawo karne. W 2017 prezydent RP Andrzej Duda nadał mu tytuł naukowy profesora nauk prawnych.
Był oficerem Milicji Obywatelskiej. W czasie służby w Policji uzyskał stopień inspektora Policji. W latach 1991–1993 był dyrektorem Instytutu Prawa Wyższej Szkoły Policji w Szczytnie, następnie prorektorem ds. naukowo-dydaktycznych (1993–1999), później jej komendantem-rektorem (1999–2003). W 2002 został kierownikiem Zakładu Kryminologii, Wiktymologii i Problematyki Przestępczości Zorganizowanej Wydziału Prawa i Administracji (przekształconego w 2009 w Katedrę Kryminologii i Polityki Kryminalnej). Został profesorem nadzwyczajnym Uniwersytetu Warmińsko-Mazurskiego w Olsztynie w Katedrze Kryminologii i Polityki Kryminalnej.
Odznaczony Srebrnym (1995) i Złotym Krzyżem Zasługi (2000).
W latach 1993–2003 redaktor naczelny „Przeglądu Policyjnego”.